# Senor Karoshi
Senor Karoshi ist eine dreiköpfige, deutschsprachige Electropunkband aus Trier, Köln und Göttingen.

## Bandgeschichte
Zuvor in den (Post)Punkbands „Rest in Question“ und „Corman“, gründeten Patrick Leinen (Pal), Carsten Jaeger und Pascal Schäfer (Pasi) im Herbst 2013 in ihrem Trierer Proberaum Senor Karoshi als Deutschpunkband. Eine erste, selbst veröffentlichte Vinyl-EP mit dem Titel „|ñ|ō|“ erschien im gleichen Jahr. Es folgten deutschlandweite Auftritte, u. a. mit Captain Planet, Love A, Lygo, Freiburg und The Baboon Show.
2014 zog Leinen nach Göttingen und Schäfer zog sich aus privaten Gründen zurück. Weitere Songs entstanden und zwei davon wurden im Jahr 2016 auf einer Split-7-Zoll zusammen mit der Band „ausser ich“ bei Tumbleweed Records ausgekoppelt. Ihre Debüt-LP „…oder deswegen“ erschien im Frühjahr 2019 bei dem Bonner Label Disentertainment Records. Der Releasetermin sowie die folgende Tour waren jedoch überschattet von einer schweren Erkrankung des neuen Schlagzeugers Jan Scholtes, der während der Tour häufig ersetzt werden musste. 
Unter dem Eindruck von Scholtes' fortschreitender Krankheit wurden notgedrungen neue Songs mit Samplepad und Synthesizer aufgenommen. So entstand im Jahr 2020 die erste Elektropunk-EP der Band „KRISE“, deren Fertigstellung Jan Scholtes jedoch nicht mehr erleben konnte. In der Folge half Lukas Klein am Schlagzeug aus. Die Coronapandemie belastete die Band und führte zur Auflösung sowohl des Labels als auch der Bookingagentur. Trotzdem probte die Band weiter und Klein wurde festes Mitglied.
Im Jahr 2022 wurde neues Material erarbeitet. Die neuen Songideen entstanden zum großen Teil in Remote-Sitzungen, da die Band in drei Bundesländern verstreut agierte. Die vielversprechendsten Songentwürfe wurden dann in Trier ausgiebig geprobt. Es entstand dabei ein neuer Sound, die Band tauft ihn „Electric Deutschpunk“. Im März 2024 reiste die Band nach Liverpool zu Robert Whiteley in die Whitewood Recording Studios, um dort die neuen Songs aufzunehmen. Finanziert durch eine Startnext-Kampagne erschienen diese dann auf dem zweiten Album "Egosystem" im März 2025.

## Bandname
Der Name setzt sich zusammen aus dem spanischen Señor (Herr) und dem japanischen Begriff Karōshi, der den Herztod durch beruflichen Stress und Überarbeitung beschreibt. Gleichzeitig sollen phonetische Assoziationen zur ikonischen 70er-Jahre-Cartoon-Figur Signor Rossi geweckt werden. Herr Rossi führt das freudlose Leben eines Arbeiters in einer Fischfabrik, bis er eines Tages eine magische Trillerpfeife geschenkt bekommt. Mit dieser kann er durch Raum und Zeit reisen, um dem Alltag zu entkommen und sein Glück zu finden.
Ursprünglich schrieb sich die Band auch mit den entsprechenden Sonderzeichen und wollte diese als Markenzeichen etablieren, etwa im Namen der ersten EP „|ñ|ō|“. Nachdem diese Zeichen aber unzählige Fehler in Druck und im Netz sowie absurde Neukreationen des Namens verursachten, wurde die vereinfachte Schreibweise Senor Karoshi gewählt.

## Diskografie

### Alben
- 2019: oder deswegen (Disentertainment DIS008)
- 2025: Egosystem (Krachige Platten KP041)

### EPs und Singles
- 2013: |ñ|ō|
- 2016: ausser ich – Split
- 2020: Krise

## Musikvideos
- 2017: NIWIDA
- 2019: Zum Rapport
- 2019: Motte
- 2021: German Hengst
- 2021: Alphatier
- 2022: Unter.null.studio. – Session
- 2025: 3x08/15, 1x 808
- 2025: 180 Gramm Vinyl
- 2025: Eisbrecher